# سیارک ۶۵۲۴
سیارک ۶۵۲۴ (به انگلیسی: 6524 Baalke، نامگذاری:1992AO) شش هزار و پانصد و بیست و چهارمین سیارک کشف شده‌است که در ۹ ژانویه ۱۹۹۲ کشف شد.
قدر مطلق سیارک برابر ۱۲٫۱۰ است.